# Manfredi Toraldo
Manfredi Toraldo conosciuto anche come MANf. (Londra, 1975) è un fumettista e blogger italiano.

## Biografia
Comincia la sua carriera di fumettista a 17 anni scrivendo 2700, un fumetto con diffusione nazionale, sebbene autoprodotto. Di genere fantasy, ha avuto un certo successo per circa due anni, e riscontri positivi nell'ambito della critica specializzata.
Successive opere sono state Arcana Mater pubblicato prima dalle Edizioni Lo Scarabeo e quindi ridistribuito dalla Indy Press.
Sulla rivista Brand New, delle edizioni Free Books viene pubblicato dal novembre 2005 il seguito di 2700, con il titolo 3200.
La prima miniserie di Arcana Mater creata appunto insieme a David Messina è stata ristampata in un  unico volume per Lucca Comics 2013.
Nel 2005, con Sandro Pizziolo, crea il fumetto Halloween School, per le edizioni GES. Nel 2006, per la FreeBooks pubblica 3200, e scrive per La banda di Net sull'omonima rivista. Tra il 2007 e il 2010 collabora con 001, Walt Disney, Andamar, Renoir e pubblica due serie bimestrali sulla rivista Clubba.
Attualmente è Art Director, delle edizioni Allagalla. Realizza, ogni anno, l'albo omaggio, a Lucca Comics & Games per la Pediatria locale. Nel 2010 fonda la ManFont, casa editrice indipendente che si è lanciata sul digitale ma in anticipo sui tempi, e nel 2013 è tornata al cartaceo, portando a Lucca Comics & Games 2013 la nuova edizione di Arcana Mater ed Esso, l'ultimo fumettista.
Dal 2013 è sceneggiatore su Nathan Never per la Sergio Bonelli Editore.
Si è cimentato anche con storie rivolte a un pubblico più giovane, con una testata per ragazzi intitolata Halloween School, distribuita in edicola.
All'edizione di Lucca Comics & Games 2015 la ManFont ha pubblicato numerosi nuovi volumi: Agenzia investigativa Carlo Lorenzini, Norbybus, Little Norby, Sex and The Trones e Johnny Dynamic, di Manfredi Toraldo, presentandosi al Padiglione Napoleone assieme ad altre identità fumettistiche (le Truckers, il Kaiju Club, i Villains, i Dr.Ink) sotto l'iniziativa Crossover.
L'autore si occupa inoltre di simbolismi ed esoterismo, in particolare ha seguito la stesura di mazzi di tarocchi e altre carte oracolari per la casa editrice Lo Scarabeo, e ha curato la pubblicazione per la stessa la Storia della Sindone nella versione a fumetti.
È anche grafico e letterista presso diverse case editrici.
Dal 2007 insegna Sceneggiatura, Storytelling e Grafica presso la sede di Torino della Scuola Internazionale di Comics.